# Vollker Racho
Vollker Racho (* 1. November 1971 in Heide (Holstein), bürgerlicher Name: Rodney Greie) ist ein deutscher Schlagersänger und Entertainer.

## Werdegang
Nach Beendigung seiner Ausbildung zum Fernmeldeassistenten wurde er von der Telekom AG erst nach Kiel und dann nach Elmshorn versetzt. Dort ließ er sich dann 1994 nieder. Seit 1989, also mit Beginn seiner Ausbildung, ist er als Disk Jockey in unterschiedlichen Diskotheken und auf diversen Open-Air-Festen aufgetreten. Die Auftritte verlagerten sich mehr in Richtung Moderation, so dass Racho für mehrere norddeutsche Radiosender Off-Air-Moderationen durchführte.
1997 gründete er eine Eventagentur namens Rodney-Events. Hier vermittelte er Künstler, Bands, Moderatoren und Schlagersänger. Nach Vollendung des 27. Lebensjahres wurde er zum Bundesbeamten ernannt und arbeitete weiterhin im Vertrieb für die Deutsche Telekom AG. 2001 gab er seinen Titel auf und widmete sich nur noch seiner Agentur. Dort bildete er mehrere Auszubildende zum Veranstaltungskaufmann aus. Ende 2006 bekam er das Angebot, ein Animationsbühnenprogramm auf die Beine zu stellen. Seitdem ist er größtenteils nur noch als Sänger auf den Bühnen Deutschlands zu sehen, hin und wieder zieht es ihn an die DJ-Konsole zurück. So begleitet er die Fußball-Europameisterschaften und -Weltmeisterschaften regelmäßig beim größten Public Viewing in Schleswig-Holstein. Seit dem 2. März 2010 ist der Name Vollker Racho eine eingetragene Marke beim Deutschen Patent- und Markenamt.
Aufgrund mangelnder Aufträge in Folge der COVID-19-Pandemie absolvierte Racho im August 2020 eine Prüfung zum Berufskraftfahrer und arbeitet seitdem als Busfahrer in Hamburg.

## Diskografie
| Singles - 2006: Aloha heja he, 29. Dezember - 2006: König von Deutschland, 29. Dezember - 2007: Das rote Pferd, 13. Juli - 2007: Vollkaracho, 29. Juni - 2007: Taxi nach Paris, 29. Juni - 2007: Mexican Girl, 21. Dezember - 2007: Saskia, 21. Dezember - 2007: Tränen lügen nicht, 21. Dezember - 2007: Beautiful Sunday, 21. Dezember - 2007: Irgendwann, 21. Dezember | Fortsetzung - 2008: Eine Insel mit zwei Bergen, 11. Juli - 2009: Party machen wir, 10. Juli - 2010: Wir stehen auf, 16. April - 2010: Das Gliederlied (Après-Ski-Version), 29. Oktober - 2010: Schatzi, schenk mir ein Foto!, 31. Oktober - 2011: Paloma Blanca 2011, 3. Juni - 2011: Es ist Zeit, 24. Oktober - 2012: Singt mit – springt mit, 7. Mai | Alben - 2007: Saskia, 21. Dezember - 2008: Vollker Racho – Das Party-Album, 25. Juli |